# بريجان (دودانغة)
بريجان (بالفارسية: پریجان) هي منطقة سكنية تقع في إيران في قسم دودانغة الریفي. يقدر عدد سكانها بـ 137 نسمة.